# سامي جريدي
سامي جريدي سليم المنصوري ناقد وتشكيلي سعودي، ولد في مدينة الطائف عام 1979م. ويتولى رئاسة قسم اللغة العربية في جامعة الطائف. يتنوع اهتمامه النقدي بين السرد والمسرح والفنون التشكيلية، صدر له العديد من المؤلفات من بينها كتاب (المفاهيمية في الفن التشكيلي السعودي) الذي حصل به على جائزة الشارقة للنقد التشكيلي عام 2012.

## التعليم
حاصل على درجة الدكتوراه في النقد الأدبي الحديث من جامعة الملك عبد العزيز في جدة عام 2015م.

## نشاطه
جريدي له العديد من الأبحاث المنشورة، وهو عضو في كل من:
- اللجنة الإشرافية على وحدة اللغة العربية للناطقين بغيرها
- جمعية الثقافة والفنون بجدة
- اللجنة الثقافية العليا بجامعة الطائف
- اللجنة الثقافية في سوق عكاظ
- الجمعية السعودية الفنية التشكيلية

## إصدارات
- الرواية النسائية السعودية: خطاب المرأة وتشكيل السرد - 2007.[9][10]
- تفسير آخر للخلاص -. دار الغاوون 2011.[11]
- المفاهيمية في الفن التشكيلي السعودي - دائرة الثقافة الإعلام بالشارقة عام 2011-2012.[12]
- الكتابة على الجدران: الفن الجرافيتي في السعودية - وزارة الثقافة والإعلام في الرياض 2012.
- الإيماءة الأخيرة لمشهد مباغت: مسرحيات قصيرة جداً - 2015.[13][14]
- بناء الشخصية في روايات غازي القصيبي: دراسة نقدية تحليلية - صدر عن نادي المدينة المنورة الأدبي عام 2017.[15][16]
- فخ - مجموعة قصصية.[8]

## جوائز
- حصل على المركز الثالث في جائزة الشارقة للنقد التشكيلي عام 2012.[17]